# Grand Prix Formule 1 van Nederland 1965

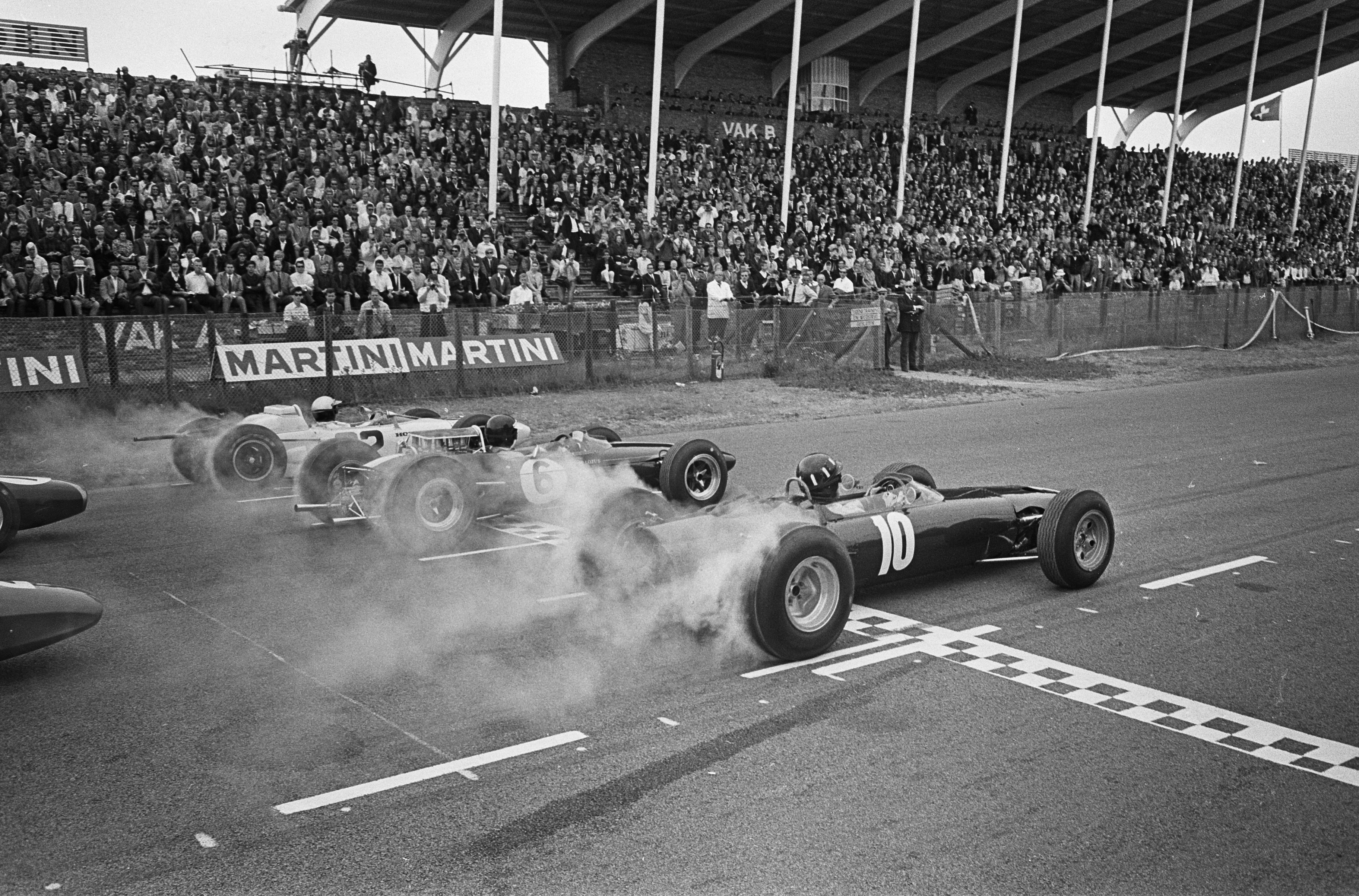
Start van de Grand Prix

De Grand Prix Formule 1 van Nederland 1965 werd gehouden op 18 juli op het circuit van Zandvoort. Het was de zesde race van het seizoen.

## Uitslag
| Pos. | Nr. | Coureur         | Constructeur   | Rondes | Tijd / Oorzaak uitval | Grid | Punten |
| ---- | --- | --------------- | -------------- | ------ | --------------------- | ---- | ------ |
| 1    | 6   | Jim Clark       | Lotus-Climax   | 80     | 2:03:59.1             | 2    | 9      |
| 2    | 12  | Jackie Stewart  | BRM            | 80     | +8,0 s                | 6    | 6      |
| 3    | 16  | Dan Gurney      | Brabham-Climax | 80     | +13,0 s               | 5    | 4      |
| 4    | 10  | Graham Hill     | BRM            | 80     | +45,1 s               | 1    | 3      |
| 5    | 14  | Denny Hulme     | Brabham-Climax | 79     | +1 Ronde              | 7    | 2      |
| 6    | 22  | Richie Ginther  | Honda          | 79     | +1 Ronde              | 3    | 1      |
| 7    | 2   | John Surtees    | Ferrari        | 79     | +1 Ronde              | 4    |        |
| 8    | 8   | Mike Spence     | Lotus-Climax   | 79     | +1 Ronde              | 8    |        |
| 9    | 4   | Lorenzo Bandini | Ferrari        | 79     | +1 Ronde              | 12   |        |
| 10   | 38  | Innes Ireland   | Lotus-BRM      | 78     | +2 Rondes             | 13   |        |
| 11   | 30  | Frank Gardner   | Brabham-BRM    | 77     | +3 Rondes             | 11   |        |
| 12   | 34  | Richard Attwood | Lotus-BRM      | 77     | +3 Rondes             | 17   |        |
| 13   | 28  | Jo Siffert      | Brabham-BRM    | 55     | +25 Rondes            | 10   |        |
| NF   | 20  | Jochen Rindt    | Cooper-Climax  | 48     | Oliedruk              | 14   |        |
| NF   | 18  | Bruce McLaren   | Cooper-Climax  | 36     | Differential          | 9    |        |
| NF   | 26  | Jo Bonnier      | Brabham-Climax | 16     | Olielek               | 15   |        |
| NF   | 36  | Bob Anderson    | Brabham-Climax | 11     | Motor                 | 16   |        |

## Statistieken
| Pole-position | Graham Hill | BRM          | 1:30.7 |
| Snelste ronde | Jim Clark   | Lotus-Climax | 1:30.6 |

## Noot
- Jim Clark had na deze Grand Prix 1.408 rondes als raceleider gereden en daarmee vestigde hij een nieuw record. Hij verbrak het oude record van Juan Manuel Fangio (1.358) uit 1957.
- Dit was de derde (opeenvolgende) overwinning van de Grote Prijs van Nederland voor Jim Clark, en hiermee vestigde hij een nieuw record. Hij verbrak het oude record van Alberto Ascari (2) uit 1953.

1948 · 1949 · 1950 · 1951 · 1952 · 1953 · 1955 · 1958 · 1959 · 1960 · 1961 · 1962 · 1963 · 1964 · 1965 · 1966 · 1967 · 1968 · 1969 · 1970 · 1971 · 1973 · 1974 · 1975 · 1976 · 1977 · 1978 · 1979 · 1980 · 1981 · 1982 · 1983 · 1984 · 1985 · 2020 · 2021 · 2022 · 2023 · 2024 · 2025  · 2026